# Hell on Wheels (sezonul 1)
Primul sezon al serialului TC AMC Hell on Wheels a avut premiera la 6 noiembrie 2011 și s-a terminat la 15 ianuarie 2012. Serialul a fost creat și produs de Joe și Tony Gayton și prezintă construcția primei căi ferate americane transcontinentale de-a lungul Statelor Unite de către compania Union Pacific Railroad. În rolurile principale joacă Colm Meaney, Common și Dominique McElligott. În particular, povestea se concentrează asupra unui fost soldat confederat (interpretat de Anson Mount) care, în timp ce lucrează ca maistru și șef de șantier pentru căile ferate, încearcă să-i găsească și să-i ucidă pe soldații unioniști care i-au violat și ucis soția în timpul Războiului Civil American.
Primul sezon a beneficiat de recenzii în "general favorabile" din partea criticilor. Metacritic i-a acordat un scor de 63 din 100 bazat pe 27 de recenzii.
Episodul pilot a avut o audiență de 4,4 milioane de telespectatori americani, clasându-se pe locul al doilea în istoria serialelor AMC după audiența episodului pilot The Walking Dead.

## Distribuție

### Roluri principale
- Anson Mount este Cullen Bohannon, fost soldat confederat
- Common ca Elam Ferguson, un muncitor de culoare la calea ferată, ajuns supraveghetor
- Dominique McElligott ca Lily Bell
- Colm Meaney ca Thomas "Doc" Durant, directorul Union Pacific Railroad
- Ben Esler ca Sean McGinnes
- Phil Burke ca Mickey McGinnes
- Eddie Spears ca Joseph Black Moon
- Tom Noonan ca Reverend Cole

### Roluri secundare
- Christopher Heyerdahl ca Thor Gundersen, Suedezul, șeful securității (9 episoade)
- Robin McLeavy ca Eva (8 episoade)
- Duncan Ollerenshaw ca Mr. Gregory Toole (7 episoade)
- Diego Diablo Del Mar ca Dix (7 episoade)
- Dohn Norwood ca Psalms (6 episoade)
- James D. Hopkins ca Senator Jordan Crane (6 episoade)
- Gerald Auger ca Pawnee Killer (6 episoade)
- Kasha Kropinski ca Ruth (5 episoade)
- April Telek ca Nell (5 episoade)
- Ian Tracey ca Bolan (5 episoade)
- James Dugan ca Carl (3 episoade)
- Wes Studi ca Șeful indienilor (3 episoade)
- Randy Birch ca  Deuce (3 episoade)
- Andrew Moodie ca Henri (3 episoade)
- Robert Moloney ca Robert Bell (2 episoade)
- Ian Kilburn ca Frank Harper (2 episoade)
- Ty Olsson ca Griggs (2 episoade)
- Tom Carey ca Buckton Prescott (2 episoade)
- Jesse Lipscombe ca William (1 episod)
- Ted Levine ca Daniel Johnson (1 episod)

## Episoade
| Nr. în serial | Nr. în sezon | Titlu                           | Regia             | Scenariu                 | Premiera TV       | Cod producție | Audiență SUA (milioane) |
| ------------- | ------------ | ------------------------------- | ----------------- | ------------------------ | ----------------- | ------------- | ----------------------- |
| 1             | 1            | „Pilot”                         | David Von Ancken  | Tony Gayton & Joe Gayton | 6 noiembrie 2011  | 101           | 4.36                    |
| 2             | 2            | „Immoral Mathematics”           | David Von Ancken  | Tony Gayton & Joe Gayton | 13 noiembrie 2011 | 102           | 3.84                    |
| 3             | 3            | „A New Birth of Freedom”        | Phil Abraham      | John Shiban              | 20 noiembrie 2011 | 103           | 3.52                    |
| 4             | 4            | „Jamais Je Ne T'oublierai”      | Alex Zakrzewski   | Jami O'Brien             | 27 noiembrie 2011 | 104           | 3.28                    |
| 5             | 5            | „Bread and Circuses”            | Adam Davidson     | Mark Richard             | 4 decembrie 2011  | 105           | 2.70                    |
| 6             | 6            | „Pride, Pomp, and Circumstance” | Michael Slovis    | Bruce Marshall Romans    | 11 decembrie 2011 | 106           | 2.15                    |
| 7             | 7            | „Revelations”                   | Michelle MacLaren | Tony Gayton & Joe Gayton | 18 decembrie 2011 | 107           | 2.27                    |
| 8             | 8            | „Derailed”                      | David Von Ancken  | Mark Richard             | 1 ianuarie 2012   | 108           | 2.51                    |
| 9             | 9            | „Timshel”                       | John Shiban       | John Shiban              | 8 ianuarie 2012   | 109           | 2.29                    |
| 10            | 10           | „God of Chaos”                  | David Von Ancken  | Tony Gayton & Joe Gayton | 15 ianuarie 2012  | 110           | 2.84                    |

## Coloana sonoră
Coloana sonoră a primului sezon a fost lansată de către rețeaua de cablu în august 2012, tema creată de Gustavo Santaolalla având o nominalizare la Emmy. Este disponibilă acum doar prin iTunes.

#### Lista melodiilor
1. Hell on Wheels Theme
2. Weak of Heart
3. Cullen the Hero
4. Survey Lily
5. Going to Church
6. Ruth and Joseph Kiss
7. Black Powder is Here
8. Searching Johnson's Tent
9. Elam Victorious
10. Drink to Feed Fire
11. Powder Go Boom
12. Raiding the Camp
13. Going Hunting
14. Railroad Gave Us Freedom
15. Don't Know the Bible
16. Explosion Aftermath
17. Building a Town
18. Cullen Escapes
19. The Sacrifice is Over
20. Grow Old and Die Together
21. It's All Over Now
22. Durant Suggests a Race
23. Townspeople Return
24. Well Done Elam
25. Ruth Goes to the Fight
26. Bridge of Bodies
27. Stay Home With Elam
28. Looking for Frank Harper
29. Pepper Juice
30. And They're Off
31. Lily Does Some Sewing
32. Men Like Us
33. Authors of Their Destruction
34. Hell on Wheels Theme (extended version)

## Legături externe
- Site web oficial
- „Hell on Wheels” la Internet Movie Database